# Station Borkowice
Station Borkowice is een spoorwegstation in de Poolse plaats Borkowice.